# Kératite
 Mise en garde médicale
La kératite est une inflammation de la cornée dont la cause la plus fréquente est infectieuse (virale, bactérienne, amibienne ou fongique). 
Cette affection est souvent associée à une conjonctivite. Elle se traduit par une disparition de la transparence et l'apparition d'une fine vascularisation de la cornée. Si l'affection est chronique, la cornée se recouvre progressivement d'une pigmentation brunâtre.

## Signes d'une kératite

### Kératite aiguë
La kératite aiguë se manifeste par une baisse de l'acuité visuelle, de douleurs, rougeurs de l'œil, de larmoiements, d'un blépharospasme et généralement d'une photophobie (réaction douloureuse à la lumière). L'examen ophtalmologique permet de mettre en évidence : 
- un ulcère sur la cornée qui est visualisé par l'instillation de fluorescéine lors de l'examen à la lampe à fente
- un cercle périkératique (rougeur autour de la cornée)
- et une opacité cornéenne

## Étiologie

### Causes infectieuses

#### Kératite virale
La forme la plus fréquente est liée aux virus du groupe herpès (Herpes Simplex et Zona). Les adénovirus peuvent également être responsables de kératite, dans ce cas il s'agit d'une complication d'une conjonctivite.
Le diagnostic étiologique peut être orienté par l'aspect de l’œil après instillation de fluorescéine, qui peut par exemple permettre une orientation vers une kératite :
- à adénovirus : kératite ponctuée superficielle ;
- herpétique : ulcère dendritique[2] (en feuille de fougère), ulcère en carte de géographie.

#### Kératite amibienne
Les amibes du genre Acanthamoeba sont responsables de kératites particulièrement graves. Le principal facteur de risque identifié est le port de lentilles de contact (hygiène médiocre).

### Autres causes
Les rayonnements peuvent être à l'origine de cette inflammation, notamment les UVB qui sont très nocifs pour l'ensemble du corps humain. C'est pourquoi les personnes atteintes de Xeroderma (enfants de la lune) présentent fréquemment des kératites.
Divers produits chimiques agressifs pour les muqueuses et mis en contact avec l'œil peuvent être en cause.
L'autre cause, non environnementale, est une xérophtalmie suffisamment avancée pour provoquer des kératites. La xérophtalmie, dite aussi sécheresse de l'œil, ou encore syndrome sec (par dysfonctionnement des glandes lacrimales), peut être liée à un syndrome de Gougerot, ou être de forme héréditaire. Dans le cas d'une xérophtalmie de cause héréditaire, la sécheresse  sera de forme plus sévère et nécessitera la reconstruction artificielle permanente d'un film lacrimal (par des larmes artificielles, des pommades ophtalmiques) pour protéger la cornée et diminuer les formations d'ulcères (kératites ponctuées), menant à la cécité sans traitement.